# Nathaniel Parr
Nathaniel Parr war ein englischer Kupferstecher, Drucker und Herausgeber.

## Leben
Nathaniel Parr war möglicherweise der Sohn oder der ältere Bruder des Kupferstechers Remigius Parr (* um 1723 in Rochester, Kent).
Nathaniel Parr gravierte in ähnlicher Art wie Remigius Parr und war ebenso wie dieser beschäftigt bei dem englischen Verleger Thomas Bowles in London. Parr druckte jedoch auch auf eigene Rechnung und gab ebenso Drucke heraus.

## Werke

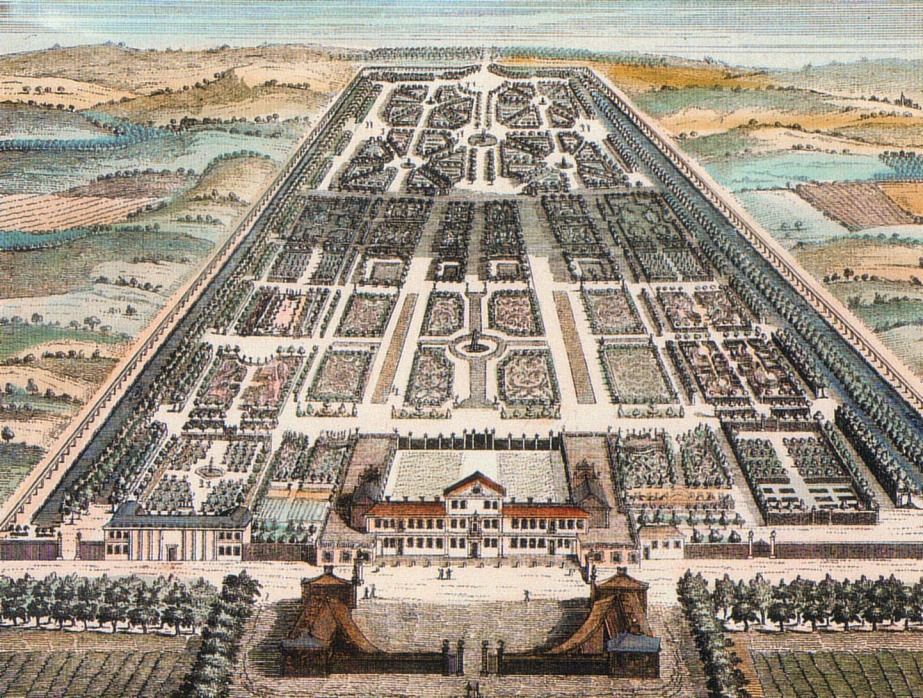
Blick über den Großen Garten in Herrenhausen;
kolorierter Kupferstich, um 1745

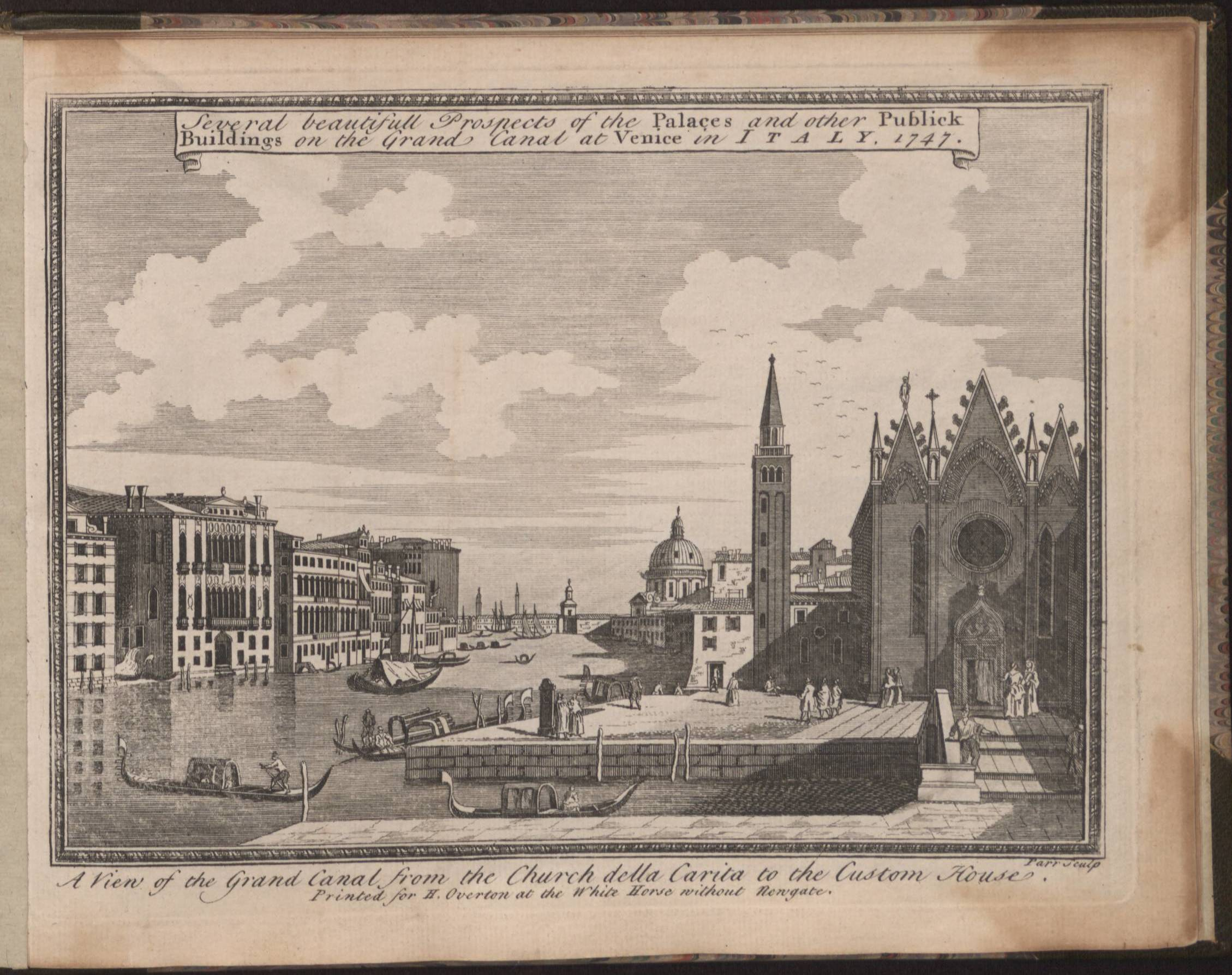
Several beautifull prospects of the palaces and other publick buildings on the Grand Canal at Venice in Italy, 1747

Von Nathaniel Parr sind Stiche bekannt mit Porträts, einige Kupferplatten für Bücher.
An Architektur-Stichen sind Stiche mit Gebäuden in London und Florenz bekannt, letztere nach Vorlagen von Giuseppe Zocchi. Parr fertigte eine Serie von einem Dutzend Stichen mit maritimen Objekten nach „P. Monamy“, außerdem stach er einige Gemälde aus Vauxhall Gardens.
Bekannt ist ein kolorierter Kupferstich aus der Zeit um 1745 vom Großen Garten in Herrenhausen.
Die Stiche Nathaniel Parrs sind von denen von Remigius Parr nur schwer zu unterscheiden.